# دانييلا بيركنز
دانييلا بيركنز (بالإنجليزية: Daniella Perkins)‏ هي ممثلة أمريكية، ولدت في 1998 في آناهايم في الولايات المتحدة.

## وصلات خارجية
- دانييلا بيركنز على موقع IMDb (الإنجليزية)
- دانييلا بيركنز على موقع قاعدة بيانات الفيلم (الإنجليزية)